# Paquetville
Paquetville es una parroquia canadiense situada en la provincia de Nuevo Brunswick.

## Superficie
Paquetville tiene una superficie de 220,42 km².

## Demografía
En 2021, tenía 2250 habitantes, una densidad poblacional de 10,2 hab./km², y 1145 viviendas.